# Ceratophysella stercoraria
Ceratophysella stercoraria är en urinsektsart som beskrevs av Stach 1963. Ceratophysella stercoraria ingår i släktet Ceratophysella och familjen Hypogastruridae. Inga underarter finns listade i Catalogue of Life.